# Ланчарський потік
Ланчарський потік (словац. Lančársky potok) — річка в Словаччині, ліва притока Хтелнички, протікає в округах П'єштяни і Нітра.
Довжина приблизно 13.0-13.5 км. Витік знаходиться в масиві Подунайські пагорби (геоморфологічна підодиниця Трнавські пагорби); на висоті близько 220-222 метрів.
Протікає територією сіл Кочін-Ланчар; Дубовани і Вельке Костоляни. Впадає у Хтелничку на висоті приблизно 148-150 метрів. Впадає Кочінський потік.